# Mariusz Surosz
Mariusz Jacek Surosz (* 1963, Svinoústí) je polský spisovatel, novinář, esejista a historik žijící v Praze. Věnuje se především československým dějinám.

## Biografie
Vystudoval historii a filosofii. Žil v Krakově. Od 2011 roku žije v Praze. Působil v několika nakladatelstvích, pracoval také jako tiskový mluvčí sportovního klubu MKS Cracovia.
Texty přispívá do periodik včetně Polského deníku, Gazety Wyborcze, polské edice Newsweeku, Politiky nebo Tygodniku Powszechného.
Knižně debutoval souborem sedmnácti esejů z roku 2010 s názvem Pepiki. Dramatyczne stulecie Czechów (Varšava, 2010, W.A.B., ISBN 978-83-7414-822-1). Statě věnoval důležitým osobnostem československých dějin 20. století jako jsou Vlasta Chramostová, Klement Gottwald, Milada Horáková, Milena Jesenská, Jan Masaryk, Jan Patočka, Jaroslav Seifert, František Kriegel či Milan Rastislav Štefánik. „Pepíci“ je zlidovělé polské označení pro Čechy. Kniha vyšla v českém překladu Pavla Weigla (Mariusz Surosz: Pepíci : dramatické století Čechů polskýma očima (přel. Pavel Weigel). Praha : Plus, 2011 : ISBN 978-80-2590-069-7). Druhá Suroszova kniha s názvem Ach, ty Češky! vyšla v Česku v r. 2017 (pol. vyd. 2015). V květnu 2021 vyšla v Polsku jeho další kniha o českých dějinách: "Praga. Czeskie ścieżki". („Praha. České cesty“).